# Club Social Cultural y Deportivo Muñiz
El Club Social Cultural y Deportivo Muñiz es un club deportivo argentino, fundado el 9 de julio de 1932, cuya principal actividad es el fútbol. Tiene su sede en la localidad de Muñiz, partido de San Miguel, perteneciente a la provincia de Buenos Aires. Participa en la Primera C, cuarta división para los equipos de los clubes directamente afiliados a la AFA, y no posee estadio propio.
Su clásico rival es el Club Deportivo y Social Juventud Unida de la vecina ciudad de San Miguel.

## Historia
El club fue fundado el 9 de julio de 1932 en General Sarmiento (hoy en día San Miguel, después de su división). 
La primera afiliación a la Asociación del Fútbol Argentino tiene lugar en 1956, pero el club se desafilia voluntariamente en 1964. Vuelve a participar de los torneos de AFA en 1980 y en 1981 logra el ascenso a Primera "C", por entonces la tercera división del fútbol argentino. En abril de 1980 inaugura su estadio, que después debe abandonar.
El club obtiene su primer título en la temporada 1986/87, al consagrarse campeón de la Primera D. Pierde la categoría en siete oportunidades (1964, 1990/91, 1994/95, 2001/02, 2005/06, 2007/08 y 2009/10), por tener el peor promedio de la última división, debiendo permanecer inactivo (desafiliado) por una temporada. El equipo regresa para la temporada 2011/12.
Es protagonista del primer partido oficial en la historia del país con una mujer árbitro, Florencia Romano, quien en abril de 1998 dirige un encuentro frente a Victoriano Arenas.
En 2011 surge la posibilidad de hacer un gerenciamiento con el Club Atlético Independiente de Chivilcoy, trayendo importantes beneficios para la institución, pero finalmente es desestimado. Ese mismo año participa por primera vez en la Copa Argentina, en su nueva edición 2011/12, con la participación de más de 170 equipos de todo el país, pero no logra superar la primera ronda. En la edición 2012/13, enfrenta por primera vez a un equipo de otra divisional, el Deportivo Español. Iguala el encuentro 3-3 pero cae en la definición por penales por 4 a 3.
Su apodo es «Rayo Rojo» por idea de los periodistas locales Juan Carlutti y Juan Gallotti.
En Futsal, el club se consagra campeón de la Primera división de AFA en 1988.
En la temporada 2013-14 termina décimo segundo en la Primera D, con 42 puntos, producto de 10 victorias, 12 empates y 12 derrotas, alejado del reducido. En el ámbito Copa Argentina, ganaría su primer partido en la Fase Inicial Metropolitana frente a Sportivo Barracas por penales, luego de empatar 0-0 en los 90 minutos. Al pasar de ronda se enfrenta a Central Ballester. Llegan a los penales luego de empatar a 1, pero esta vez pierden por 5-3.
En el Torneo Transición de 2014, Muñiz solo logra sacar 1 punto en 16 partidos, logrado por un empate 0-0 contra Victoriano Arenas. Por la Copa Argentina jugaría frente Excursionistas de la Primera C. El partido lo ganaría el equipo de la división superior por 0-3. Esta sería su última participación (hasta el momento) en la Copa.
La temporada 2015 fue muy exitosa para el conjunto de Muñiz, ya que terminaron sextos, a 4 puntos del reducido. Lograron 44 puntos, producto de 11 victorias, 11 empates y 8 derrotas.
En el Transición 2016, lograría sacar 17 puntos, quedando en décimo lugar, ganando 4, empatando 5 y perdiendo 5.
En la temporada 2016-17, Muñiz terminó en el anteúltimo lugar logrando 28 puntos en 30 fechas.

## Estadio
Al afiliarse en el año 1956 el club tenía su campo de juego en la intersección de las calles Charlone y San Lorenzo, en la localidad homónima a su nombre. Utilizó este estadio hasta la temporada 1959 inclusive, cuando dejaron de cederle el terreno. A partir de la temporada siguiente, comenzaría a hacer de local tanto en el viejo estadio de Juventud Unida como en el que luego pertenecería a dicho club, que en un principio era prestado a ambos equipos.
Dos décadas después, tendría el que fue hasta ahora su último estadio propio. Inaugurado en 1980, estaba ubicado en la intersección de Avenida Croacia y Juan Cruz Varela, partido de José C. Paz, en el barrio Vucetich, razón por la cual era conocido popularmente como La Vuce.
Sin embargo, no lo pudo mantener por mucho tiempo ya que lo perdió unos años después. El lote donde se encontraba la cancha fue vendido a una empresa de colectivos, que entró en proceso de quiebra e incumplió el pago acordado. El club debería haber recuperado el predio, pero cuando los directivos quisieron volver a tomar posesión del mismo ya había sido ocupado por vecinos. Entonces, comenzó una peregrinación por otros estadios de distintos clubes que continúa hasta el día de hoy. El último partido en su estadio fue disputado el 26 de noviembre de 1988 en un encuentro válido por el torneo de Primera C ante Luján que finalizó con triunfo de Muñiz por 1-0.
En el año 2017 recuperó las escrituras del terreno donde se encontraba la cancha pero aún no ha logrado avanzar con la construcción de un nuevo estadio y así poder retornar a su hogar y su lugar de origen, ya que el predio permanece todavía en parte ocupado por vecinos.
Al no tener estadio propio, ejerce su condición de local en distintos estadios como el del San Miguel o el de Juventud Unida, entre otros. En 2016 hizo de local en el Estadio Municipal de Pilar.
En julio del 2017 el club recuperaría las escrituras de su estadio de Avenida Croacia y Juan Cruz Varela, en el barrio Vucetich partido de José C. Paz.
En la temporada 2018/19 el club ejerció su localía en el estadio de Belgrano de Zárate, mientras que en la temporada 2019/20 hizo las veces de local en el Estadio José María Moraños, propiedad de Lugano. En el campeonato actual disputa la localía en el Estadio Ricardo Pugga del club Atlas . 

## Datos del club
- Temporadas en Primera C: 7 (1982-1984 y 1987/88-1989/90, 2024-)
- Temporadas en Primera D: 44 (1956-1964, 1980-1981, 1985-1986/87, 1990/91, 1992/93-1994/95, 1996/97-2001/02, 2003/04-2005/06, 2007/08, 2009/10, 2011/12-2023)
- Temporadas desafiliado: 21 (1965-1979, 1991/92, 1995/96, 2002/03, 2006/07, 2008/09, 2010/11)

##### Total
- Temporadas en Tercera División: 3
- Temporadas en Cuarta División: 17
- Temporadas en Quinta División: 31

## Actividades del club
- Karate
- Básquet
- Patinaje artístico
- Balonmano
- Boxeo
- Natación
- Gimnasia
- Voleibol
- Taekwondo
- Futsal

## Palmarés

### Torneos nacionales
- Primera D (1): 1986/87

### Otros logros
- Ascenso por torneo reducido a Primera C (1): 1981

## Rival
Su clásico rival es Juventud Unida.

## Goleadas

### A favor
- En Primera D 5-1 a 9 de Julio en 1956
- En Primera D 9-0 a Acassuso en 1981

### En contra
- En Primera C: 0-7 vs Villa Dálmine en 1984
- En Primera D: 0-10 vs Ferrocarril Midland en 1981